# Мельницкая уния
Ме́льницкая у́ния — союз между Королевством Польским и Великим княжеством Литовским. Акт унии подписан 23 октября 1501 года в городе Мельнике Подляшского воеводства при избрании королём польским великого князя литовского Александра, но не был утверждён сеймом Великого княжества Литовского и так и не вступил в силу.

## История
Ещё Кревской унией 1385 года между Королевством Польским и Великим княжеством Литовским устанавливалась личная уния. Первая личная уния, то есть правление обоими государствами одним монархом, продолжалась до 1401 года, когда по Виленско-Радомской унии Витовт был официально признан великим князем литовским. Личная уния была восстановлена в 1447 году, когда великий князь литовский Казимир стал одновременно и королём польским. Со смертью Казимира в 1492 году личная уния вновь расторгалась: королём польским был избран его сын Ян Ольбрахт, а великим князем литовским другой сын — Александр. 17 июня 1501 года Ян Ольбрахт скончался, что открывало пути для восстановления личной унии путём избрания королём польским Александра.
Польские магнаты, стремившиеся к инкорпорации Великого княжества Литовского в состав Польской Короны, воспользовались военными неудачами первого в войне с Москвой 1500—1503 годов и бескоролевьем и сделали очередную попытку объединить оба государства под руководством Польши. 3 октября между делегацией польского сейма с одной стороны и великим князем Александрам и великокняжеской радой с другой в Петркове был заключен предварительный договор, позже утверждённый при избрании Александра королём польским.
Согласно акту унии, в будущем вместо отдельных монархов будет выбираться общий король, избираемый на совместном сейме представителей Королевства Польского и Великого княжества Литовского в Петркове. Предусматривалось также введение единой системы денежного обращения и проведение единой внешней и внутренней политики. Государственные должности и суды сохранялись отдельные. Таким образом, наследственная монархия превращалась бы в выборную, причём большинство избирателей были бы представителями Королевства Польского, государственная самостоятельность Великого княжества Литовского была бы фактически ликвидирована.
Акт Мельницкой унии был подписан Александром и 27 представителями Великого княжества Литовского, но с условием дальнейшего подтверждения его литовским сеймом. В 1505 году сейм, большинство делегатов которого были сторонниками независимости Великого княжества Литовского, не утвердил акт унии, который так и не вступил в силу. Против унии выступал и Александр, которому ликвидация наследственности трона была невыгодна.